# Dolina Środkowochilijska
Dolina Środkowochilijska (hiszp. Valle Central, Valle Longitudinal) – nizina w środkowym Chile, obniżenie tektoniczne pomiędzy głównym łańcuchem Andów Południowych, a ciągnącym się wzdłuż wybrzeża Oceanu Spokojnego pasmem chilijskiej Kordyliery Nadbrzeżnej. Rozciąga się między 32°S a 41°30'S. Przedłużeniem tego obniżenia są zatoki i kanały oddzielające kontynentalną część Chile od wysp u jej wybrzeża aż do 47°S. Długość Doliny Środkowochilijskiej wynosi 700 km, a szerokość – od 20 do 80 km.
Dolina Środkowochilijska należy do najgęściej zaludnionych obszarów Chile. Znajdują tu się następujące ważne miasta (idąc od północy ku południu): Santiago (stolica kraju), Puente Alto, Rancagua, Curicó, Talca, Linares, Chillán, Los Ángeles, Temuco, Osorno i Puerto Montt.
Obszar ten to również ważny region rolniczy Chile.